# WildBlue 1
O WildBlue 1 (anteriormente denominado de iSky 1 e KaStar 1) é um satélite de comunicação geoestacionário estadunidense construído pela Space Systems/Loral (SS/L). Ele está localizado na posição orbital de 111 graus de longitude oeste e é operado pela WildBlue, uma subsidiária da ViaSat. O satélite foi baseado na plataforma LS-1300 e sua expectativa de vida útil é de 15 anos.

## História
O satélite foi construído para a WildBlue Communications Inc., empresa que foi adquirida pela ViaSat em outubro de 2009, expandir seus seus serviços.

## Lançamento
O satélite foi lançado com sucesso ao espaço no dia 8 de dezembro de 2006, às 22:08 UTC, por meio de um veículo Ariane 5 ECA a partir do Centro Espacial de Kourou, na Guiana Francesa, juntamente com o satélite AMC-18. Ele tinha uma massa de lançamento de 4 735 kg.

## Capacidade e cobertura
O WildBlue 1 está equipado com 35 transponders de banda Ka com feixes pontuais e seis vigas de gateway para fornecer acesso de banda larga à Internet via satélite para a América do Norte.